# Bình Cơ
Bình Cơ là một phường thuộc Thành phố Hồ Chí Minh, Việt Nam.

## Địa lý
Phường Bình Cơ có vị trí địa lý:
- Phía bắc giáp xã Phước Hòa
- Phía nam giáp phường Tân Hiệp
- Phía đông giáp xã Bắc Tân Uyên và xã Tân Uyên
- Phía tây giáp phường Vĩnh Tân

Phường Bình Cơ có diện tích 73,69 km², dân số năm 2025 là 64.601 người, mật độ dân số đạt 877 người/km².

## Lịch sử
Ngày 16 tháng 6 năm 2025, Ủy ban Thường vụ Quốc hội ban hành Nghị quyết số 1685/NQ-UBTVQH15 về việc sắp xếp các đơn vị hành chính cấp xã của Thành phố Hồ Chí Minh năm 2025 (có hiệu lực từ ngày 16 tháng 6 năm 2025). Theo đó, sắp xếp toàn bộ diện tích tự nhiên, quy mô dân số của xã Bình Mỹ và phường Hội Nghĩa thành phường Bình Cơ.